# エドゥアルド・ムギリヤンスキー
エドゥアルド・ムギリヤンスキー（Eduardo Moguillansky, 1977年 - ）はアルゼンチン出身、ドイツ在住の、現代音楽の作曲家、指揮者、音楽学者。

## 略歴
祖国を離れ、オーストリアのモーツアルテウム音楽院で指揮を学び、その後ドイツに渡りシュトゥットガルト音楽演劇大学でマルコ・ストロッパに師事。2008年にカールスルーエ音大に入学し、その後音楽学の学位を取得した。クルト・マズアのマスタークラスにもアクティブで選出されたこともあり、指揮能力も豊かで自作はほぼ全て自分で振る。モスクワ音楽院主催第2回若手作曲家対象ユルゲンソン国際音楽コンクール第3位、第1回四川音楽学院主催サンリヴァー国際作曲コンクール第1位、イムプルス国際作曲コンクール入賞、ジュネス・ミュジカル・ロマニア主催ブカレスト国際音楽コンクール作曲部門優勝、ダルムシュタット講習会シュティペンディウム賞、アレフ国際音楽フォーラム選出、ISCM2006入選ほか、数多くの賞を受賞している。
活動当初は旋法的な弦楽四重奏などもあったが、ドイツ移住後は倍音スペクトルとノイズの関係性を極限まで緻密に追求する独自のスタイルを確立した。その結果、楽譜は極めて複雑である。特殊奏法を使わないページはまず存在せず、一人で二つのトランペットを操作する、一小節ごとにテンポが変わるなど、通常の呼吸感は完全に忌避された音楽を書くのが特徴である。非常に乾いてざらついた音色を操るのが上手く、アコーディオンの蛇腹のみを右手でこする、トランペットのマルチフォニックの音高を操作する（プロでないと不可能、とまで楽譜に指定されている）などまでが指定されており、それらが不意に沈黙の間を横切る。
このような異質の音楽性がいち早くヨーロッパで認められ、2010年には新作のフルオーケストラの作品の上演が南西ドイツ放送響によって行われた。この作品も2008年に書き上げられたものの、演奏の困難さを理由に延期が決まったものであった。その年にはアカデミー・シュロース・ソリチュードの奨学金を得て、ソリチュード宮殿に滞在した。

## 主要作品
- ANATEMA IV
- double
- limites II